# طاقة حيوية

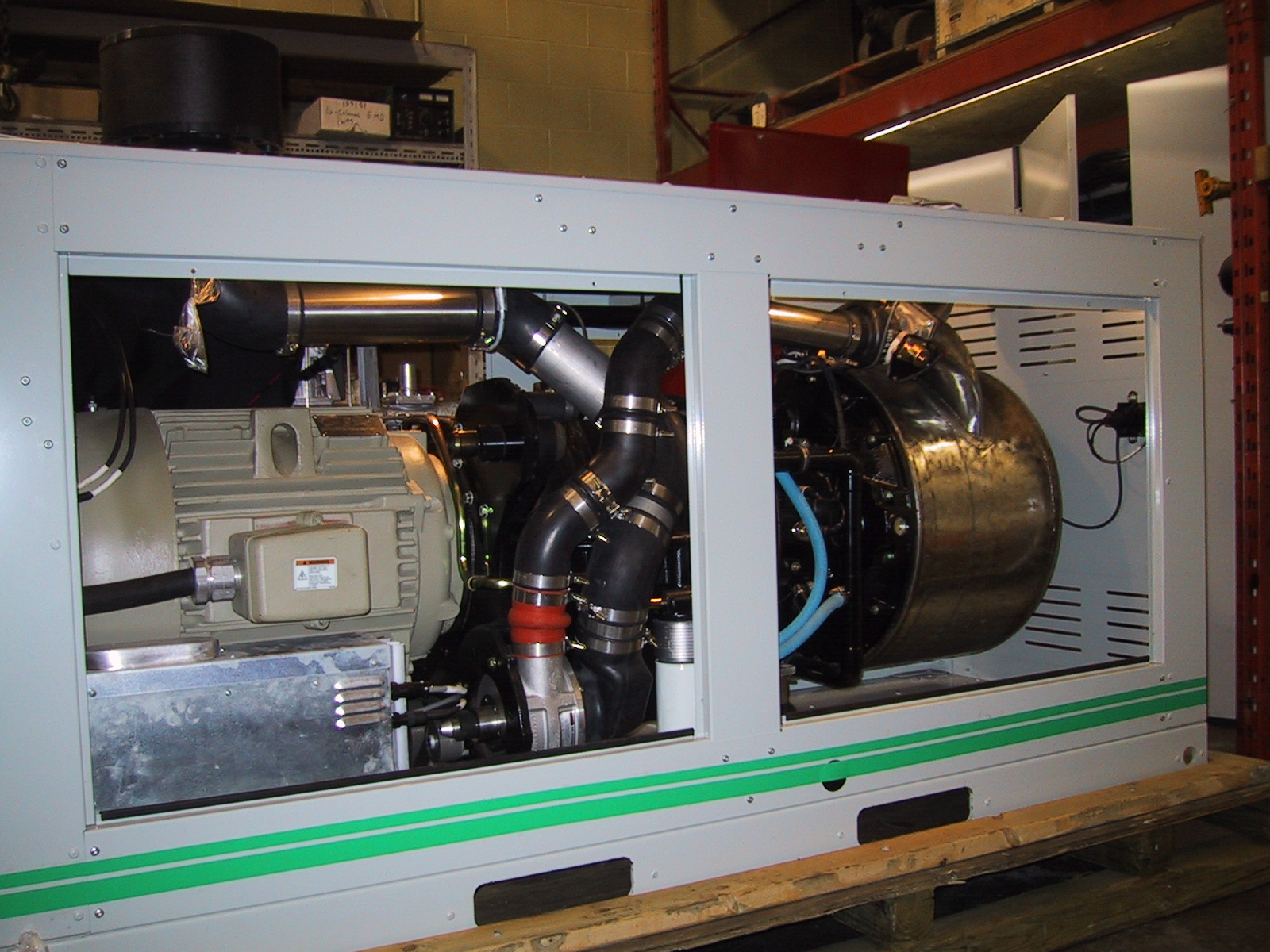
محرك ستيرلينغ يتميز بالقدرة على إنتاج كهرباء من حرارة احتراق الكتلة الحيوية.

الطاقة الحيوية هي طاقة متجددة متوفرة من موارد مشتقة من المصادر الحيوية. والكتلة الحيوية هي أي مادة عضوية قامت بتخزين ضوء الشمس في شكل طاقة كيميائية. ومن الممكن أن يتضمن شكل الوقود منها الخشب ونفايات الخشب والقش والسماد وقصب السكر، والعديد من المنتجات الثانوية الأخرى الناتجة عن عمليات زراعية متنوعة. وبحلول عام 2010، كان هناك ما يعادل 35 جيجاوات من قدرة الطاقة الحيوية عالميًا على توليد الكهرباء، وتواجدت 7 جيجاوات من هذه القدرة في الولايات المتحدة.
تعد الطاقة الحيوية في أضيق معانيها مرادفة للوقود الحيوي، وهو الوقود المشتق من المصادر الحيوية. وبمعناها الأشمل فهي تتضمن الكتلة الحيوية، وهي المواد الحيوية التي تستخدم كوقود حيوي، كما تتضمن أيضًا المجالات الاجتماعية والاقتصادية والعلمية والتقنية المرتبطة باستخدام المصادر الحيوية كمصادر للطاقة. ويعد هذا خطأ شائعًا؛ حيث إن الطاقة الحيوية هي الطاقة المستخرجة من الكتلة الحيوية، فالكتلة الحيوية هي الوقود والطاقة الحيوية هي تلك الطاقة التي يحتوي عليها الوقود.
وهناك نزعة طفيفة لتفضيل استخدام كلمة الطاقة الحيوية في أوروبا مقارنة باستخدام كلمة الوقود الحيوي في أمريكا الشمالية.

## الكتلة الحيوية الصلبة

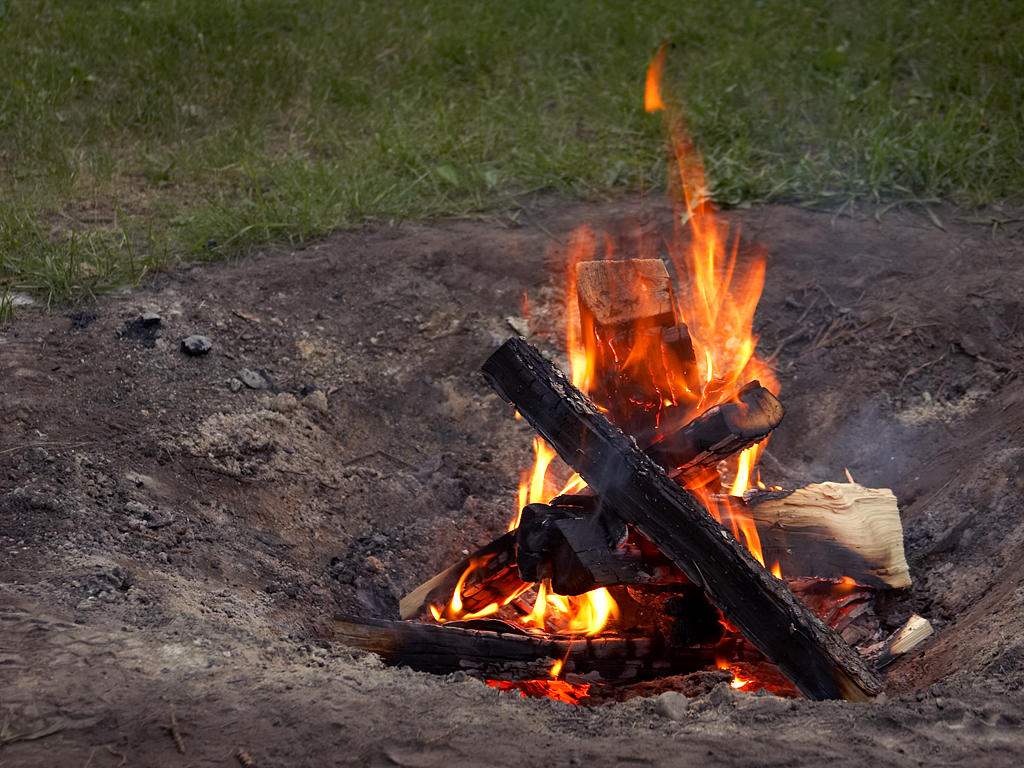
استخدام بسيط للوقود المستمد من الكتلة الحيوية (حرق الخشب للحصول على التدفئة).

إحدى مميزات وقود الكتلة الحيوية هو أنه غالبًا ما يكون منتجًا ثانويًا أو بقايا أو منتج من نفايات عمليات أخرى، مثل الزراعة أو تربية الماشية أو العمل في الغابات. وذلك يعني نظريًا أنه لا يوجد تنافس بين إنتاج الغذاء وإنتاج الوقود، ولكن هذا ليس الحال دائمًا.
إن الكتلة الحيوية هي المادة المشتقة من المتعضيات التي كانت حية إلى وقت قريب، وهي تتضمن النباتات والحيوانات ومنتجاتها الثانوية. فالروث ونفايات الحدائق وبقايا المحاصيل تعد جميعها مصادر للكتل الحيوية. وهي مصدر طاقة متجدد يعتمد على دورة الكربون، على عكس الموارد الطبيعية الأخرى مثل النفط والفحم والوقود النووي. وتتضمن المصادر الأخرى روث الحيوانات، والذي يعد ملوثًا مستمرًا ولا يمكن تجنبه وينتج بشكل رئيسي عن الحيوانات التي يتم تربيتها في مزارع تربية الماشية الصناعية ذات الحجم الكبير.
هناك أيضًا منتجات زراعية يتم زراعتها خصيصًا لإنتاج الوقود الحيوي. وهي تتضمن: الذرة وفول الصويا وإلى حدٍ ما، على مستوى غير تجاري لإجراء الأبحاث، الصفصاف والثمام العصوي بشكل رئيسي في الولايات المتحدة؛ والسلجم والقمح والشمندر السكري والصفصاف (15000 هكتار في السويد) في أوروبا بشكل رئيسي؛ وقصب السكر في البرازيل؛ وزيت النخيل والحشيشة الفضية في جنوب شرق آسيا؛ والسورغم والكاسافا في الصين؛ والجتروفا في الهند. ولقد ثبتت فعالية القنب أيضًا في العمل كوقود حيوي. يمكن استخدام المنتجات التي يمكن تحللها حيويًا والناتجة عن العمليات الصناعية أو الزراعية أو العمل في الغابات أو نفايات المنازل لإنتاج الوقود الحيوي، باستخدام، على سبيل المثال، الهضم اللاهوائي لإنتاج الغاز الحيوي والتغويز لإنتاج غاز التصنيع أو بواسطة الحرق المباشر. تتضمن أمثلة المخلفات القابلة للتحلل الحيوي القش والخشب والروث وقشور الأرز ومياه الصرف الصحي والمخلفات الغذائية. ومن ثم يمكن أن يساهم استخدام وقود الكتلة الحيوية في إدارة المخلفات وأيضًا توفير الوقود والمساعدة في إيقاف تغير المناخ أو إبطاؤه، ولكنه بمفرده لا يعد حلاً شاملاً لهذه المشكلات.
من الممكن تحويل الكتلة الحيوية إلى أشكال أخرى من أشكال الطاقة القابلة للاستخدام مثل غاز الميثان أو وقود النقل مثل الإيثانول أو الديزل الحيوي. كما أن القمامة المتعفنة والنفايات الزراعية والبشرية جميعها تطلق غاز الميثان، والذي يطلق عليه أيضًا «غاز مدافن القمامة» أو «الغاز الحيوي». ويمكن تخمير المحاصيل مثل الذرة وقصب السكر لإنتاج وقود النقل الإيثانول. ويمكن إنتاج الديزل الحيوي، وهو أحد غازات النقل الأخرى، من بقايا المنتجات الغذائية مثل الزيوت النباتية والدهون الحيوانية. ومازالت عملية تحويل الكتلة الحيوية إلى سائل (BTLs) والإيثانول السليولوزي محل البحث.